# Neolimnophila citribasis
Neolimnophila citribasis är en tvåvingeart som beskrevs av Alexander 1966. Neolimnophila citribasis ingår i släktet Neolimnophila och familjen småharkrankar. Inga underarter finns listade i Catalogue of Life.